# Utgräventjärnen (Ramsjö socken, Hälsingland, 690399-149666)
Utgräventjärnen är en sjö i Ljusdals kommun i Hälsingland och ingår i Ljusnans huvudavrinningsområde.